# Antoine Duparc
Pour les articles homonymes, voir Duparc.
Antoine Duparc, né à Marseille en 1698 et mort à Coutances en 1755, est un sculpteur français, actif en France et en Espagne.

## Biographie
Antoine Duparc est le fils du sculpteur Albert Duparc (1661-1721). Il émigre en Espagne à Murcie, probablement chassé par la peste qui sévit à cette époque à Marseille et qui y fait de nombreuses victimes dont son père. Il réussit à s'imposer à Murcie comme peintre et sculpteur. Il s'y marie et a plusieurs enfants dont Françoise Duparc, qui a pour parrain le gouverneur de la cité.
Antoine Duparc rejoint Marseille avec sa famille vers 1730 pour y retrouver la clientèle de feu son père. Ses deux fils, Antoine prénommé comme lui et Raphaël, s'initient à la sculpture tandis que ses deux filles, Françoise et Joseph-Antonia, font de la peinture. Pendant son séjour à Marseille, Antoine Duparc travaille notamment pour les églises de Saint-Cannat et des Grands-Carmes à Marseille, la cathédrale Saint-Sauveur d'Aix-en-Provence et la chartreuse de Villeneuve-lès-Avignon, où il sculpte un Christ gisant.
En 1749, il quitte Marseille pour Coutances où il travaillera à la confection de l'autel et du tabernacle de la cathédrale.

## Style
Antoine Duparc montre rapidement une capacité à se démarquer de l'iconographie des arts religieux qui a été développée par des peintres et des sculpteurs européens de son époque comme Pierre Puget (Marseille, 1620-1694) ou Giacomo Filippo Parodi (Gênes, 1630-1702). Sa technique sculpturale connue pour sa finesse est caractérisée par des surfaces lisses et incurvées qui évitent la rigidité dans le tracé des détails anatomiques. Il se spécialise dans la sculpture d'anges en bois et en marbre polychrome qui composent en grande partie son héritage artistique.

## Œuvres

### En Espagne
- Notre-Dame du Carme, Beniaján.

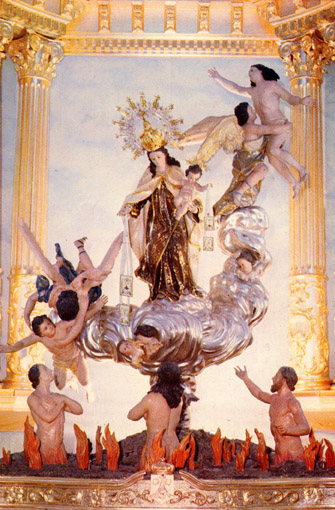
Notre-Dame du Carme, Beniaján (Espagne).

- Autel, dans l'église des Saintes Justa et Rufina (Orihuela)[3].
- Immaculée Conception, dans la collégiale de Saint Patricio de Lorca.
- Anges adorateurs, dans le autel de la paroisse de Saint-Andrés, Murcie.
- Saint Jean Baptiste, le titulaire de la paroisse de ce nom à Murcie.

### En France
- Autel de la chapelle Notre-Dame de L'espérance de la cathédrale Saint-Sauveur à Aix-en-Provence : Antoine Duparc réalise une étude dont le musée du Louvre possède un dessin à l'encre noire[4] et les deux bas reliefs représentant :
  - Les consuls d'Aix remettant à l'enfant Jésus et à sa mère la Vierge Marie, les clés de la ville lors de la peste de 1649
  - Le miracle du coadjuteur de l'évêque Bonacorsius guéri d'une apoplexie en 1312 pour avoir invoqué la Vierge[5].
- Maître autel de l'église Saint-Martin à Marseille, aujourd'hui disparue[6] ; la mandorle de ce maître autel est conservée au musée d'histoire de Marseille.
- Deux statues de l'attique de la façade baroque de l'église Saint-Cannat qui faisait partie de l'ancien couvent des frères prêcheurs de l'ordre des Dominicains à Marseille ; elles représentent les papes dominicains : Pie V et Benoît XI. Ces statues sont en très mauvais état. Sur cette façade se trouvaient également un fronton et des pots à feu sculptés par Antoine Duparc qui ont été démolis en 1926.
- Maître-autel de l'église Saint-Loup à Marseille[7]
- Statue de saint Henri pour le couvent des Récollets dont il ne reste aujourd'hui que l'église Saint-Théodore à Marseille[6].
- Autel, dans l'église Grands Carmes, Marseille[8].
- Maître-autel pour la chartreuse de Villeneuve-lès-Avignon. Cet autel en tombeau sculpté en 1745 se trouve actuellement dans la collégiale de Villeneuve-lès-Avignon[9]. Le Christ gisant en marbre de Carrare se détachant sur le contrefond de marbre noir de la face du tombeau est d'un réalisme saisissant et perpétue la tradition funéraire de ce sanctuaire.
- Autel en brèche violette dans la cathédrale Notre-Dame de Coutances, la réalisation sera terminée après la mort d'Antoine par son fils Raphaël[10].
- Autel, dans la chapelle de l'hôpital de Coutances[11].

## Galerie

Œuvres françaises d'Antoine Duparc
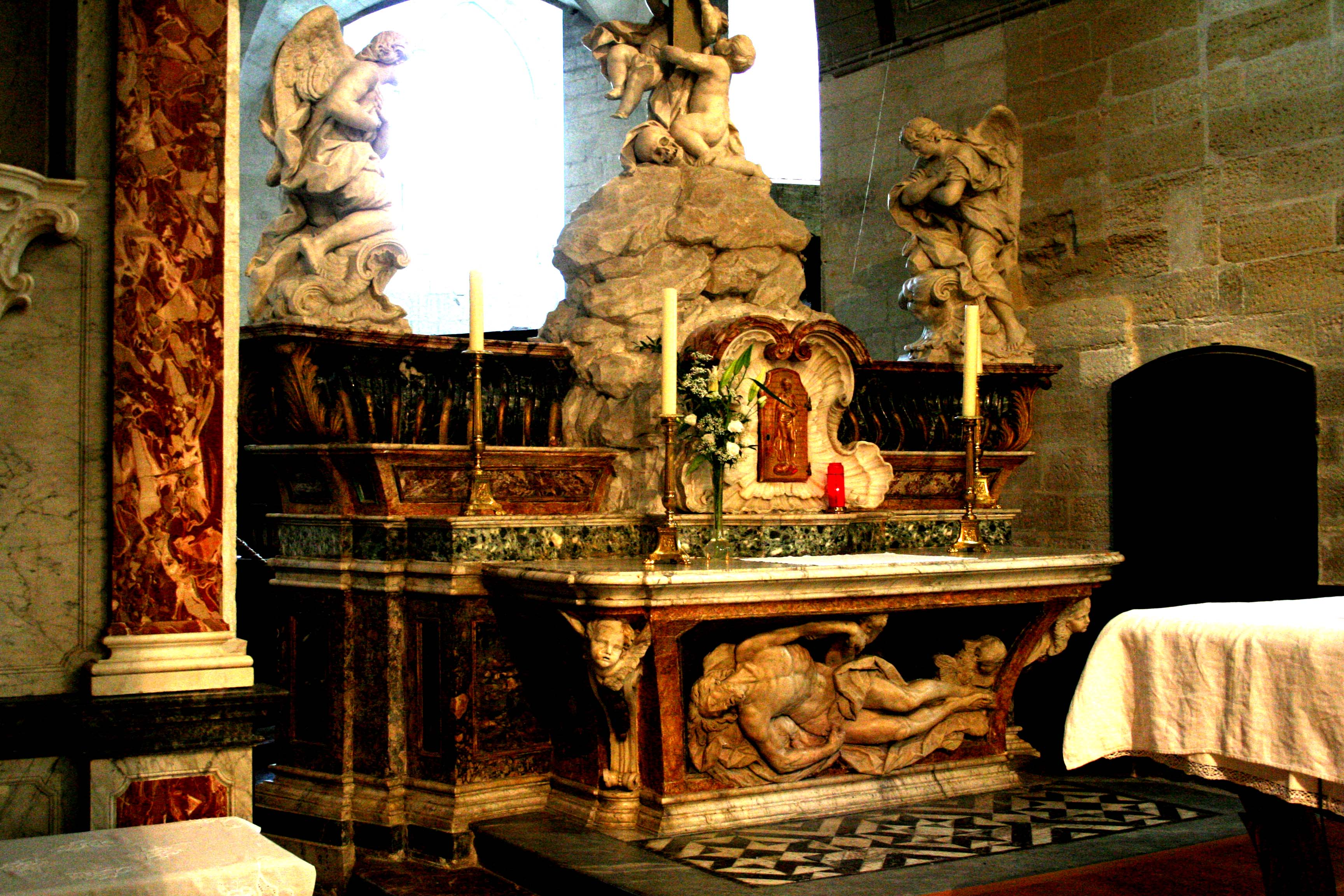
Villeneuve-lès-Avignon, collégiale Notre-Dame, maître autel
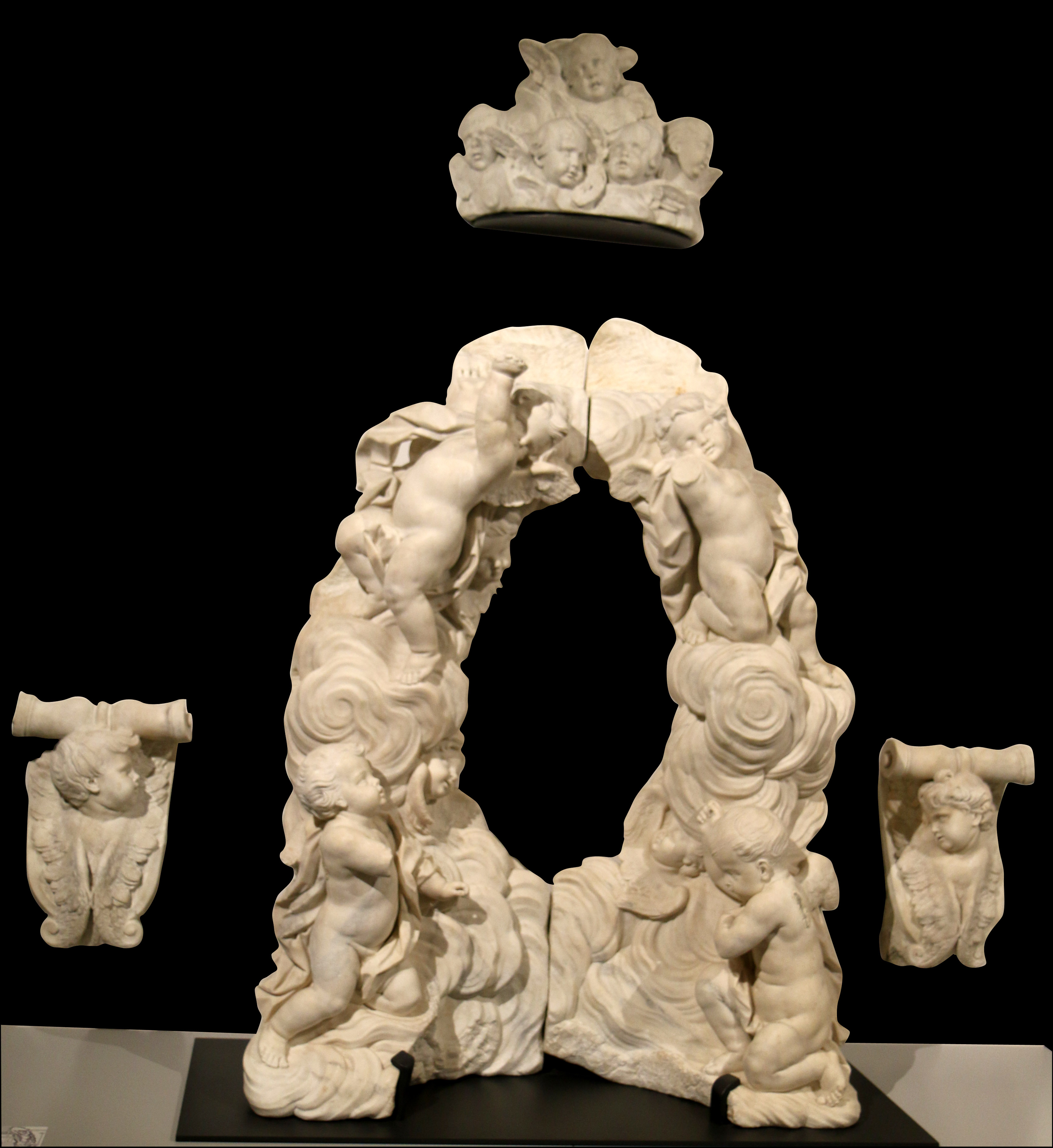
Mandorle de l'ancienne église Saint-Martin de Marseille, musée d'histoire de Marseille.
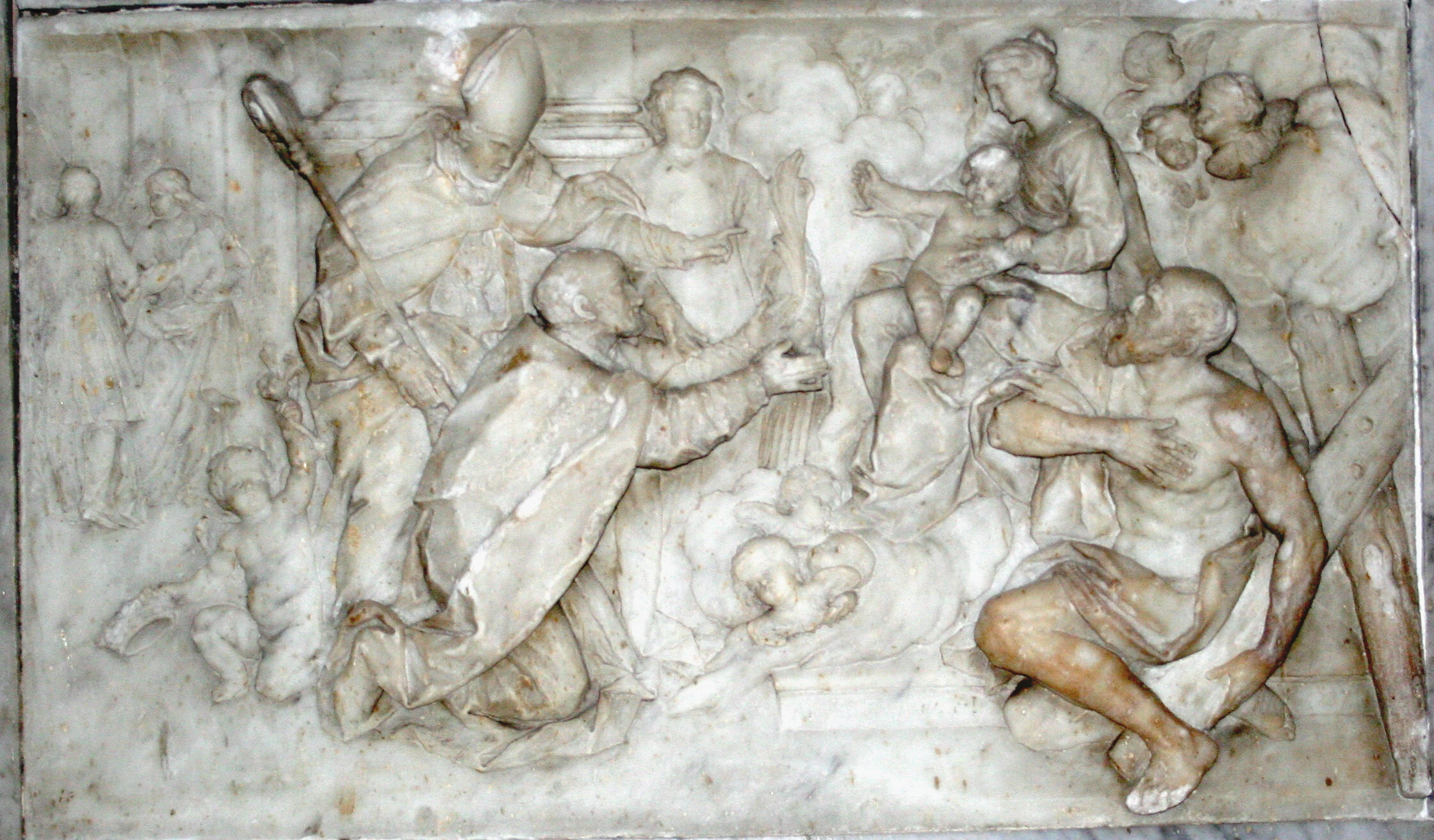
Remise des clés de la ville, cathédrale Saint-Sauveur d'Aix-en-Provence.
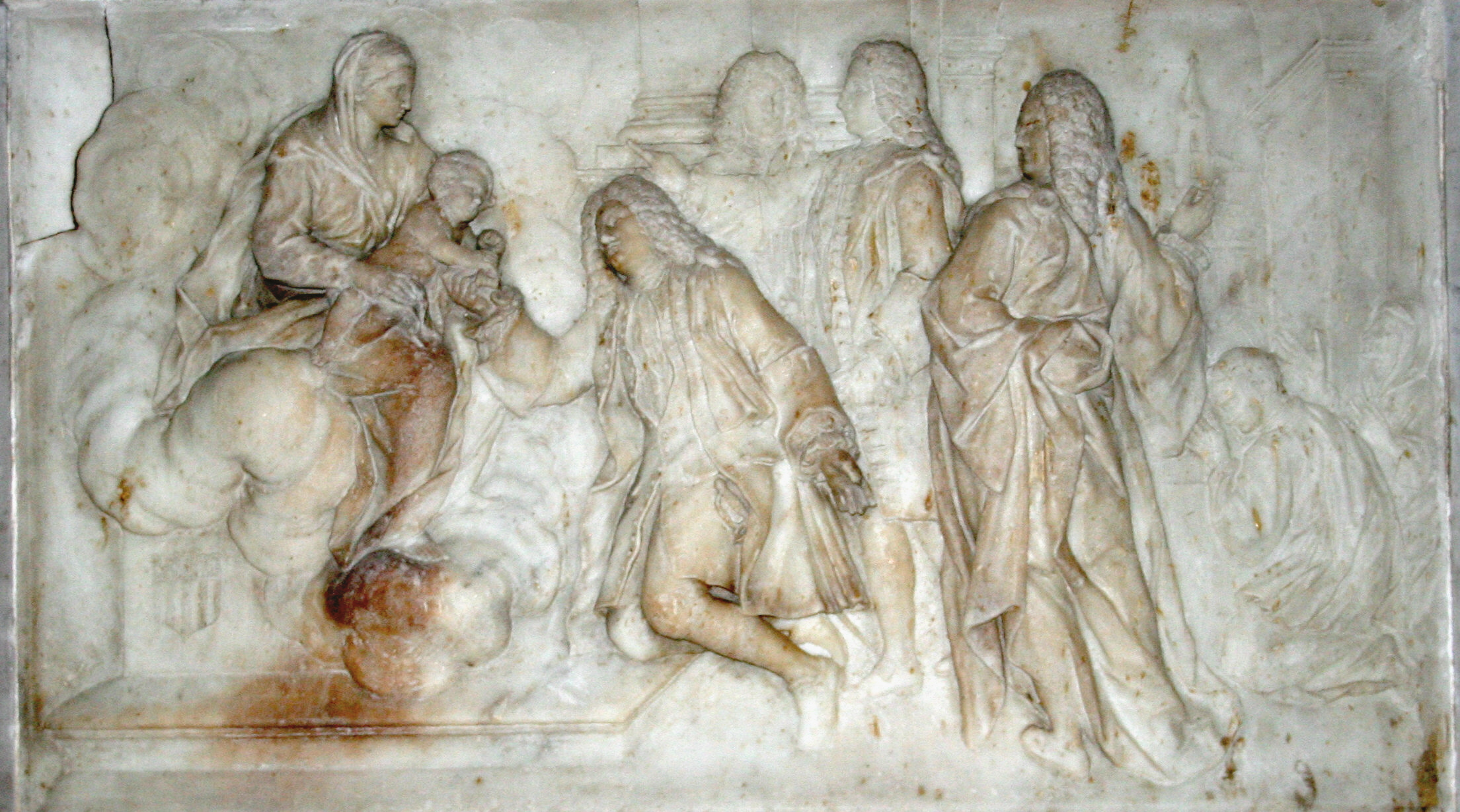
Guérison de Bonacorsius, cathédrale Saint-Sauveur d'Aix-en-Provence.
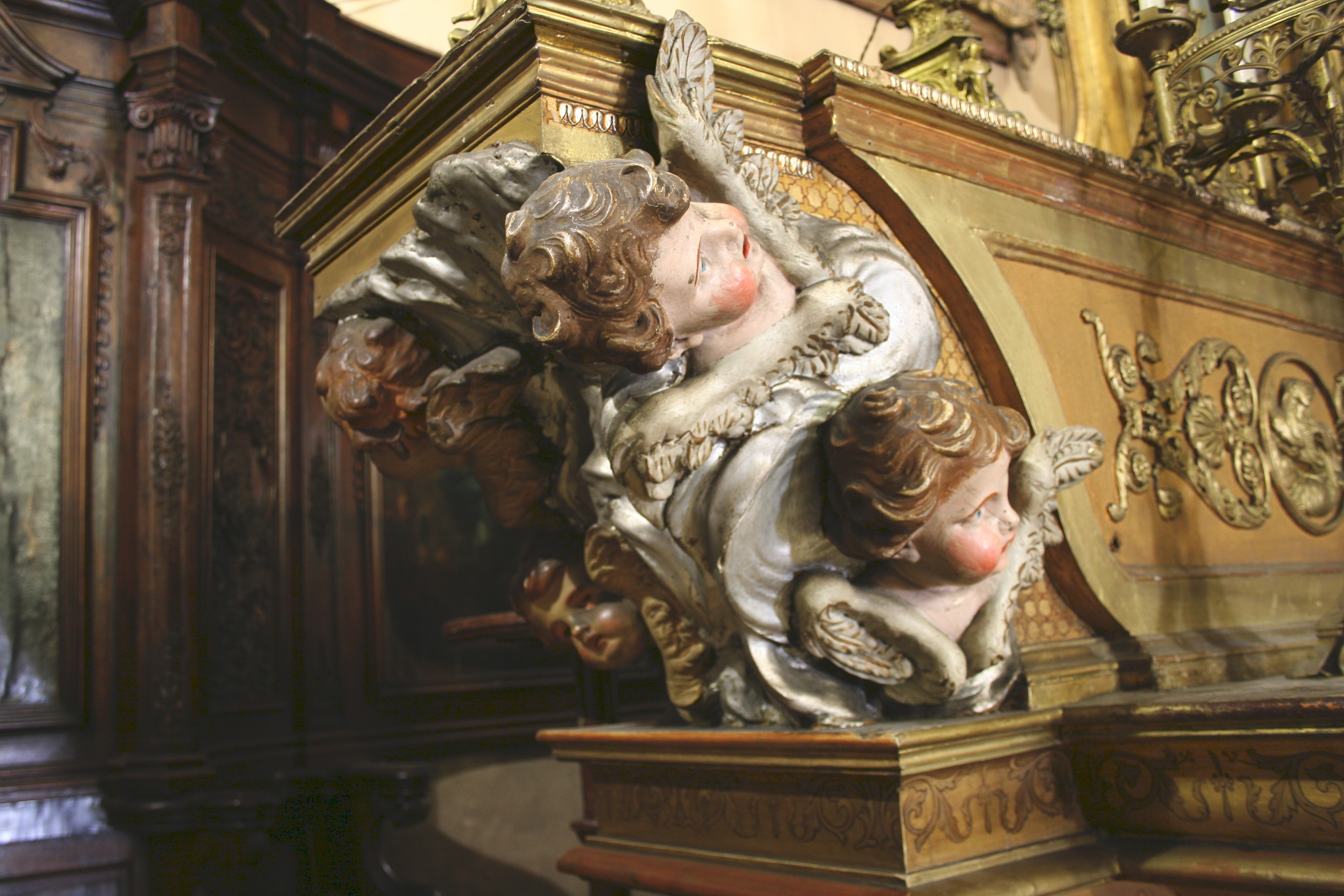
Angelots de l'autel de l'église des Grands-Carmes de Marseille.